# نیم‌دندان‌ها
نیم‌دندان‌ها (نام علمی: Hemiodus) نام یک سرده از تیره نیم‌دندان‌ماهیان است.